# Family (Zvezdna vrata SG-1)
Family je naslov epizode znanstveno-fantastične serije Zvezdna vrata, v kateri Goa'uld Apopis preživi uničenje ladje in ugrabi Teal'covega sina Rya'ca. O'Neill se z ekipo pridruži Teal'cu, ki se vrača na Chulac, da bi rešil svojega sina. Toda ko prispejo tja, ugotovijo, da se je vse spremenilo. Ker se Teal'c ni vrnil z Zemlje, se je njegova žena v prepričanju, da je mrtev, poročila z njegovim starim prijateljem Fro'takom.